# Sifón (anatomía)

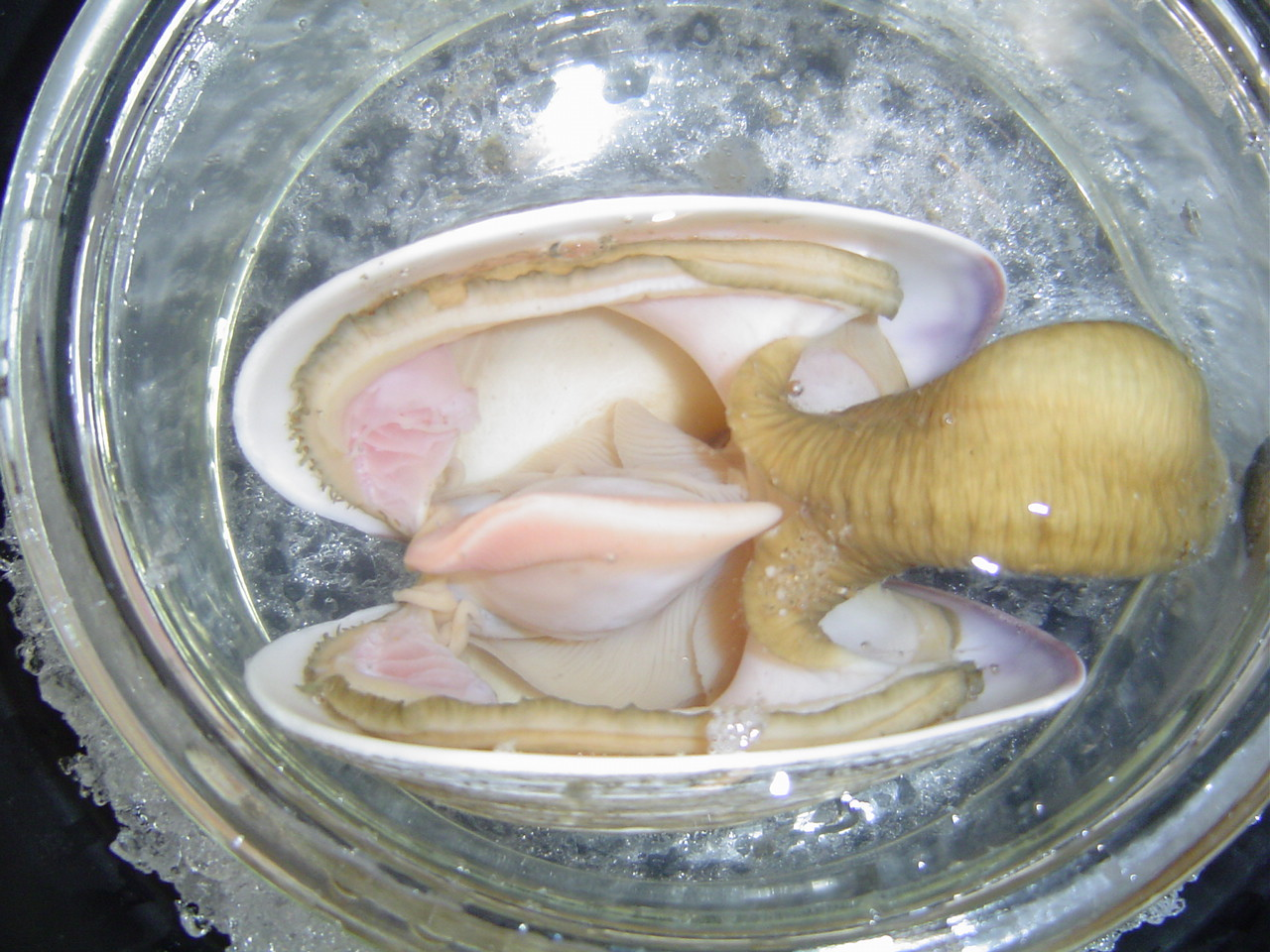
Un espécimen de un bivalvo venerido. Se han cercenado los músculos aductores y las valvas se encuentran abiertas. Es visible la anatomía interior, incluidos el par de sifones a la derecha.

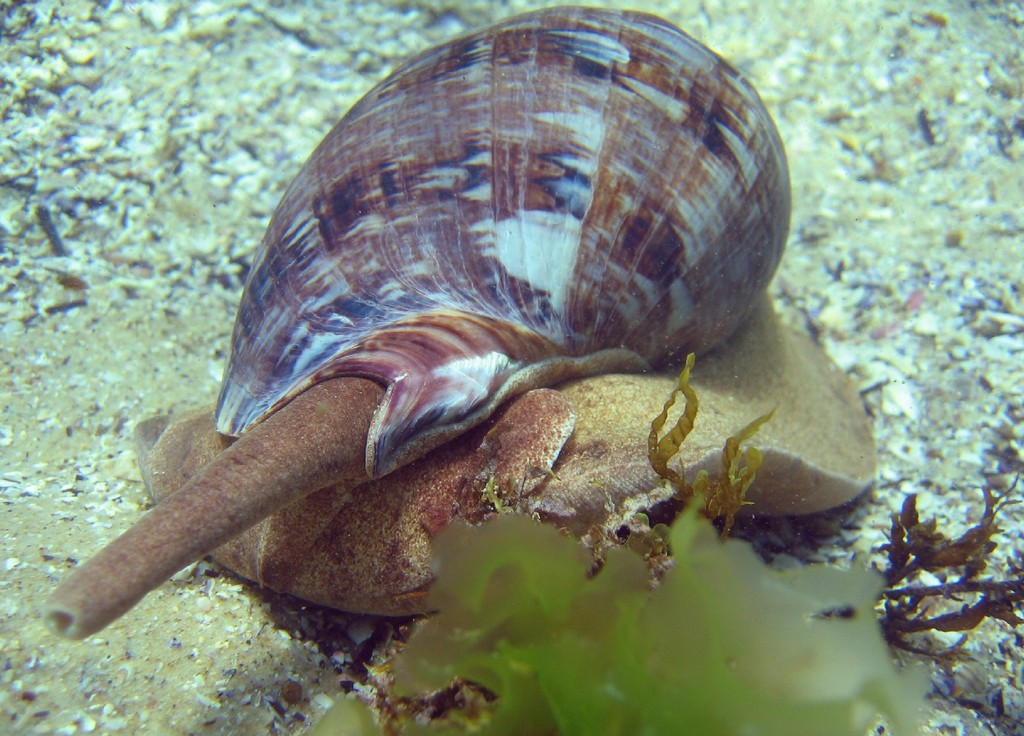
El sifón de una gran voluta marina carnívora, Cymbiola magnifica

Un sifón es una estructura anatómica que forma parte de los órganos blandos de los moluscos acuáticos de tres clases: Gastropoda, Bivalvia y Cephalopoda. En otros términos, algunos caracoles de agua de mar y de agua dulce, algunas almejas, los pulpos, calamares y sus parientes son animales que poseen sifones.
Los sifones son estructuras tubulares por las cuales fluye el agua (o raras veces, aire). En moluscos, el flujo de agua es utilizado para uno o más propósitos tales como la locomoción, alimentación, respiración y reproducción. El sifón forma parte del manto del molusco, y el flujo de agua es dirigido hacia (o desde) la cavidad del manto.
Algunos gastrópodos poseen un solo sifón. En aquellos bivalvos que poseen sifones, los mismos se encuentran apareados. En los cefalópodos existe un solo sifón o conducto que se denomina hiponome.

## En los gastrópodos

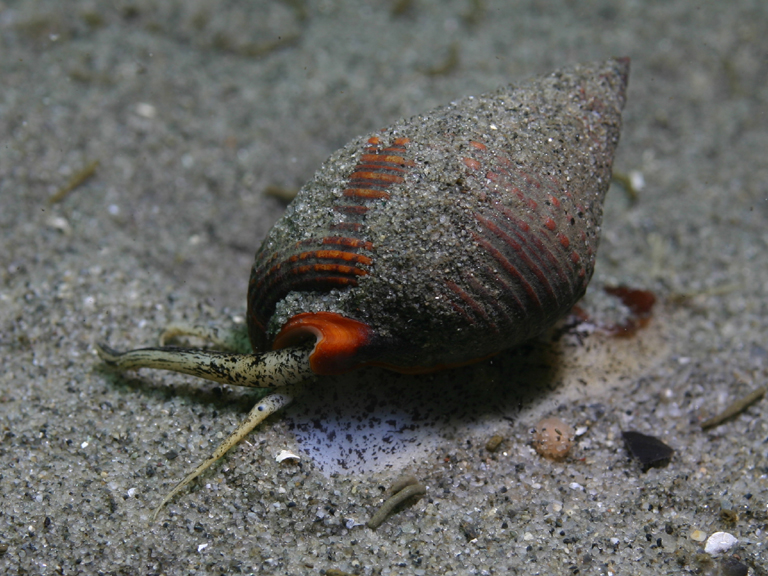
El caracol de mar Nassarius fossatus es un carroñero. El sifón se observa a la izquierda.

En algunos caracoles marinos, moluscos gastrópodos marinos, el animal posee una extensión anterior del manto denominada sifón, o sifón de inhalación, a través del cual succiona agua hacia la cavidad del manto y sobre las branquias para respirar.
Este sifón es una estructura tubular de tejido blando provista de receptores químicos que "huelen" o "prueban" el agua, para así cazar su alimento. Los gastrópodos marinos que poseen sifón son predadores o carroñeros.
Si bien en los gastrópodos el sifón funciona perfectamente como un tubo, en realidad no es un órgano hueco, ya que es un pliegue del manto que está enrollado adoptando la forma de un tubo.
En numerosos gastrópodos marinos en los que el sifón es especialmente largo, la estructura de la concha se ha modificado para alojar y proteger al tejido blando que conforma el sifón. Esta modificación de la concha se denomina canal del sifón. Un ejemplo de un gastrópodo cuya concha posee un canal de sifón excepcionalmente largo es el Venus comb murex.
En el caso de las conchas de otros gastrópodos marinos, tales como la voluta y el Nassarius que se muestran en la fotos adjuntas, en vez de un largo canal de sifón la concha posee una simple "muesca sifonal" en el borde anterior de la apertura.
El reflejo del Aplysia de retracción de la branquia y del sifón es un reflejo defensivo del Aplysia, el cual se estudia en el ámbito de la neurociencia.

### El sifón comoesnórquel

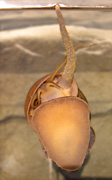
Un Pomacea canaliculata, visto tras un vidrio, ha extendido su sifón hasta la superficie del agua para respirar aire.

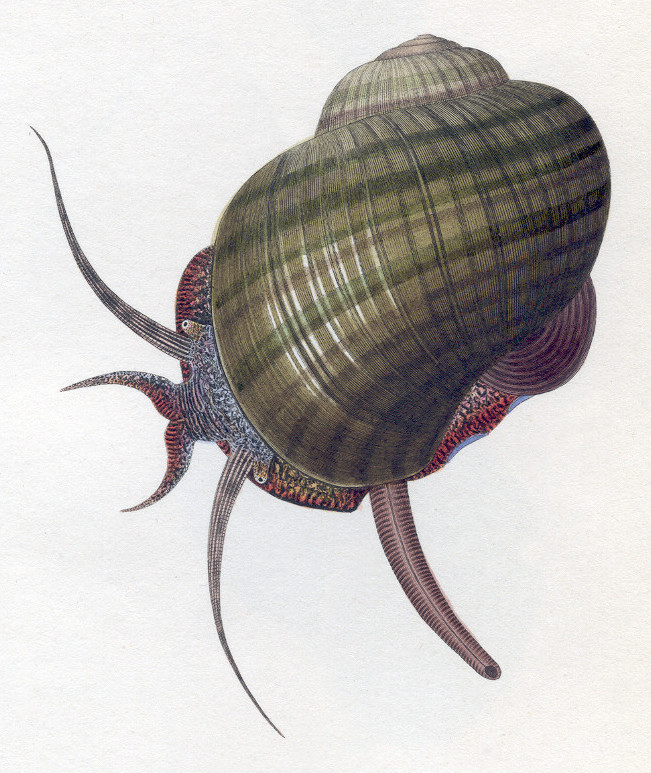
Grabado de un caracol manzana de agua dulce de Florida Pomacea paludosa; el sifón se encuentra en el extremo derecho inferior.

Los caracoles manzana de agua dulce de los géneros Pomacea y Pila poseen un sifón extensible formado por un pliegue de tejido de la cavidad del manto izquierda. Estos animales utilizan este sifón para respirar aire mientras permanecen sumergidos en agua que posee un bajo contenido de oxígeno que hace que su branquia no sea efectiva.
Los caracoles manzana utilizan su sifón de una manera que es similar a como un nadador utiliza un esnórquel, excepto que el sifón del caracol manzana puede ser retraído en su totalidad, o extendido con longitud variable según sea necesario.
En estos caracoles de agua dulce el sifón es una adaptación contra predadores. El mismo reduce su vulnerabilidad a ser atacados y comidos por las aves ya que les permite a los caracoles manzana respirar sin tener que salir a la superficie, donde serían fácilmente visibles por los predadores.
Las conchas de estos caracoles de agua dulce poseen aperturas circulares simples; no poseen una muesca especial para el sifón.

## Los sifones apareados de los bivalvos

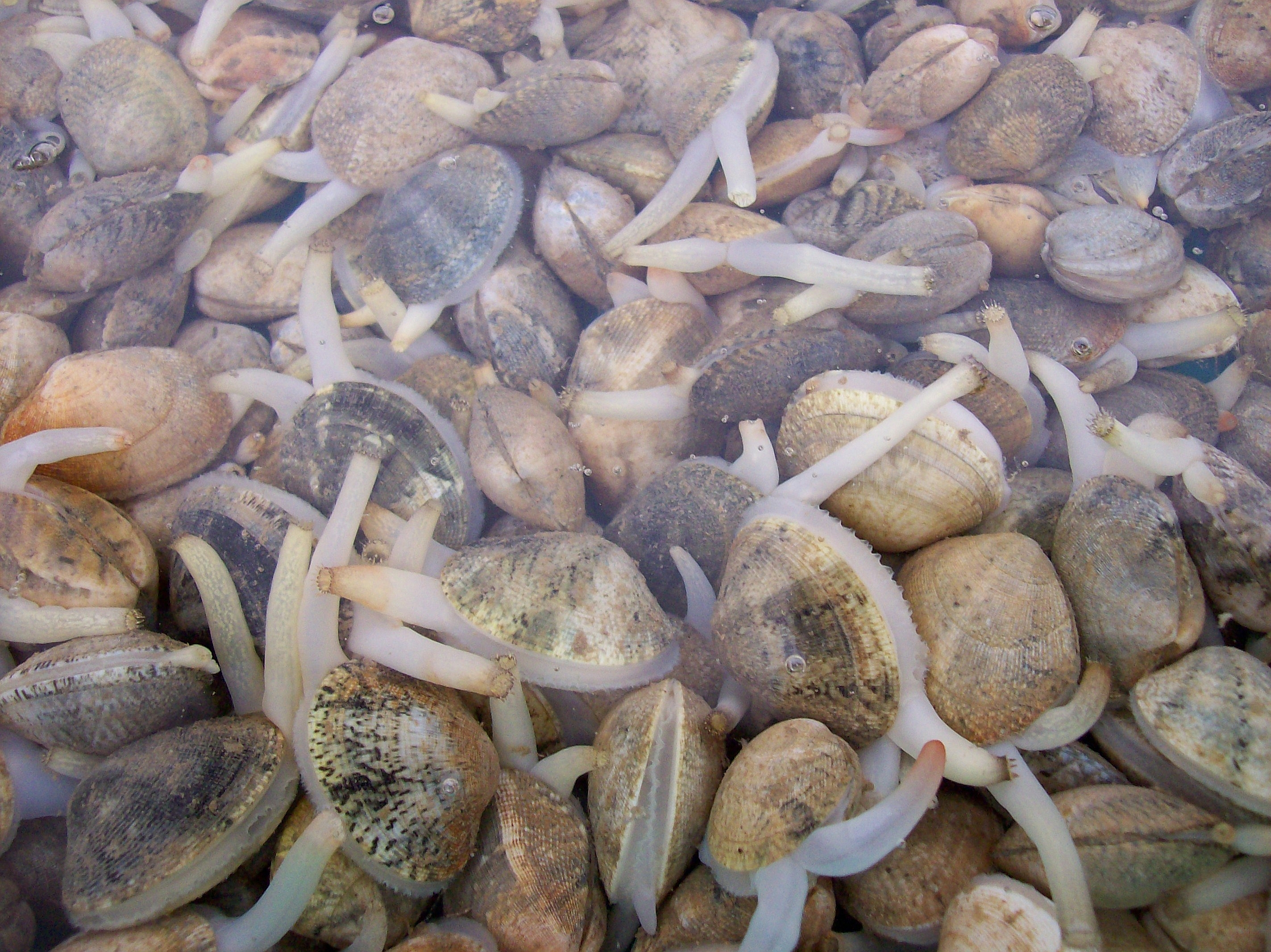
Veneridae con sus sifones extraídos.

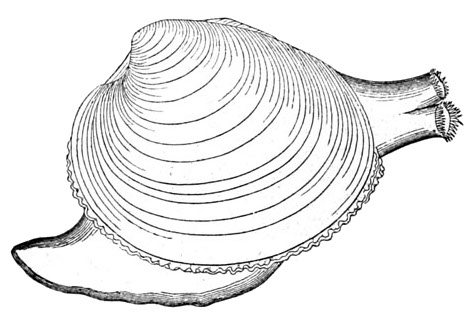
Dibujo del venérido Venus verrucosa mostrando sus sifones apareados (el superior es el sifón de aspiración y el inferior es el de exhalación), concha y pie.

Aquellos bivalvos que poseen sifones, tienen dos de ellos. Sin embargo, no todos los bivalvos poseen sifones: aquellos que viven sobre o encima del substrato, tal como sucede en las vieiras, ostras, etc, no los necesitan. Solo aquellos bivalvos que se entierran en los sedimentos, y viven enterrados en sedimentos, necesitan utilizar estas estructuras en forma de tubo. La función de estos sifones es alcanzar la superficie del sedimento, de forma tal que el animal sea capaz de respirar, alimentarse y excretar, así como también para reproducirse.

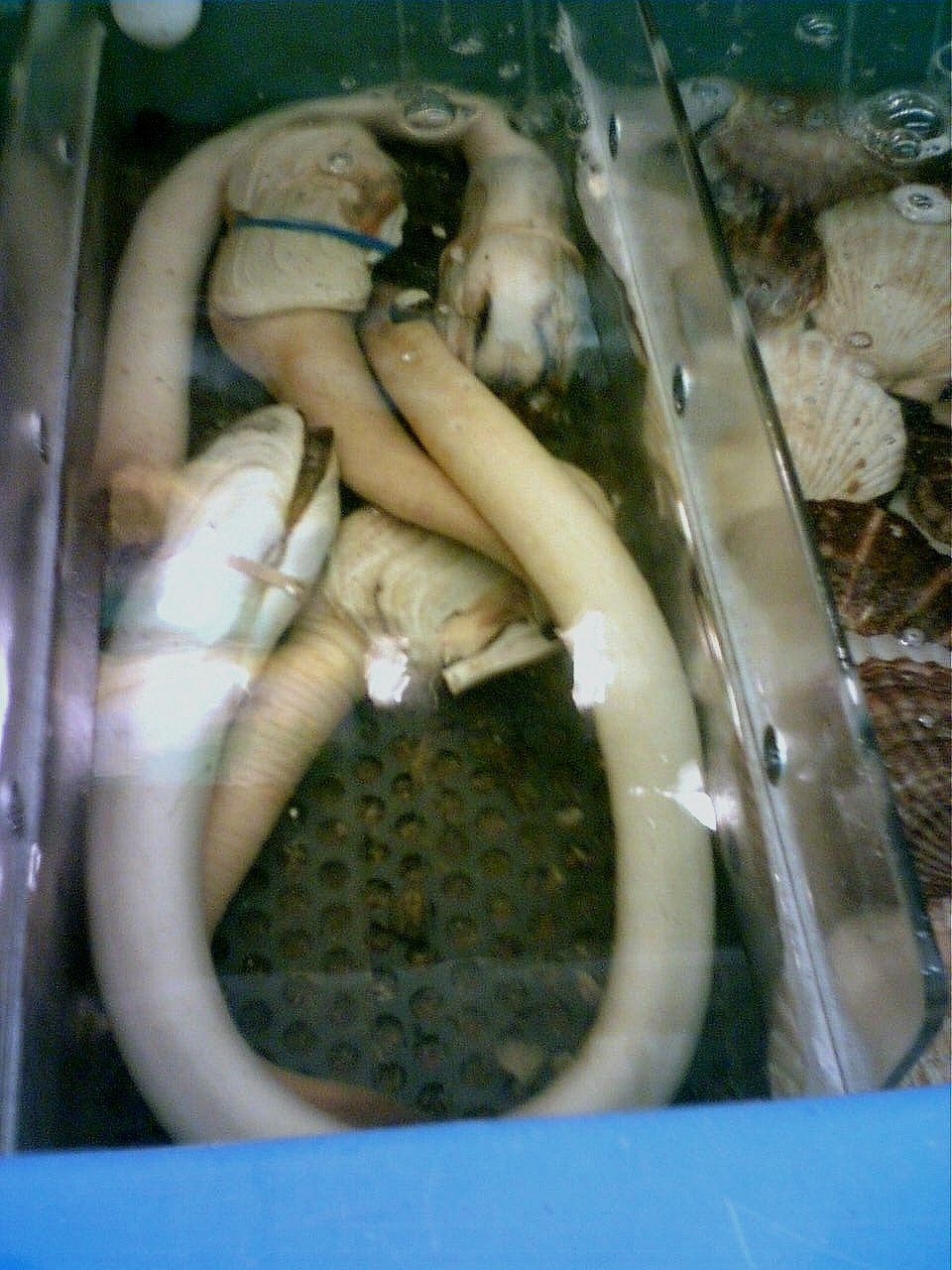
Tres especímenes de Panopea generosa (o geoduck) en un tanque de frutos de mar; los sifones apareados (o "cuellos") de esta especie pueden llegar a medir un metro de longitud.

Cuanto mayor es la profundidad en la que una especie de bivalvo vive bajo el sedimento, más largos son sus sifones, tal como sucede en los geoducks que se ilustran aquí, que viven enterrados a gran profundidad, y son difíciles de extraer cuando se los intenta recolectar como alimento.
Muchos bivalvos que poseen sifones pueden retraerlos completamente dentro de su concha cuando resulta necesario, sin embargo esta función no es posible en todas las especies. Los bivalvos que pueden retraer sus sifones dentro de la concha poseen un "pallial sinus", una especie de bolsillo, dentro del cual se acomodan los sifones cuando están retraídos, de forma tal que las dos conchas de la valva se pueden cerrar correctamente. La existencia de este bolsillo o alojamiento es visible en una concha vacía, como una indentación visible en la línea pallial, una línea que corre paralela al margen ventral de la concha.
Los sifones de los bivalvos se encuentran ubicados en el borde posterior de la cavidad del manto. Hay un sifón inhalante o incurrente, y un sifón extenuante o excurrente.. El agua circula impulsada por la acción de las branquias. Por lo general el agua penetra en la cavidad del manto a través del sifón de inhalación, atraviesa las branquias y es expulsada por el sifón de exhalación. Esta corriente de agua es utilizada para respirar, y también para alimentarse por filtrado, excretar y la reproducción.

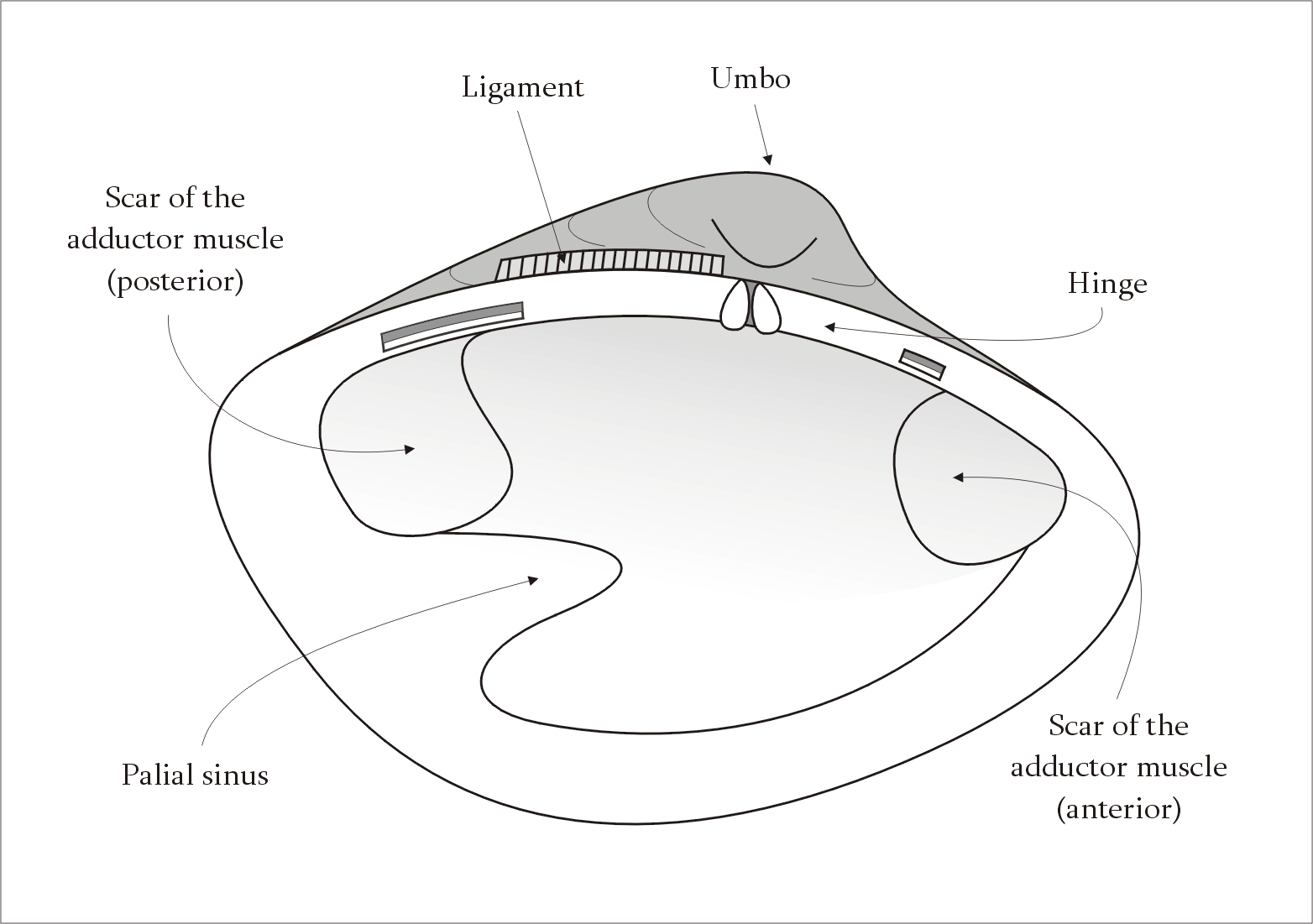
Diagrama del lado interno de una concha de un bivalvo tal como un veneridae: el pallial sinus se encuentra en la zona inferior izquierda, en el extremo posterior de la vieira.

### Alimentación
Dependiendo de cual sea la especie y familia, algunos bivalvos utilizan su sifón de inhalación como la manguera de una aspiradora, y activamente succionan partículas de comida del substrato marino. La mayoría de los bivalvos ingieren fitoplancton microscópico tomándolo del agua, que entra a través del sifón de inhalación y llega a la boca luego de haber atravesado la branquia.

## El hiponome de los cefalópodos

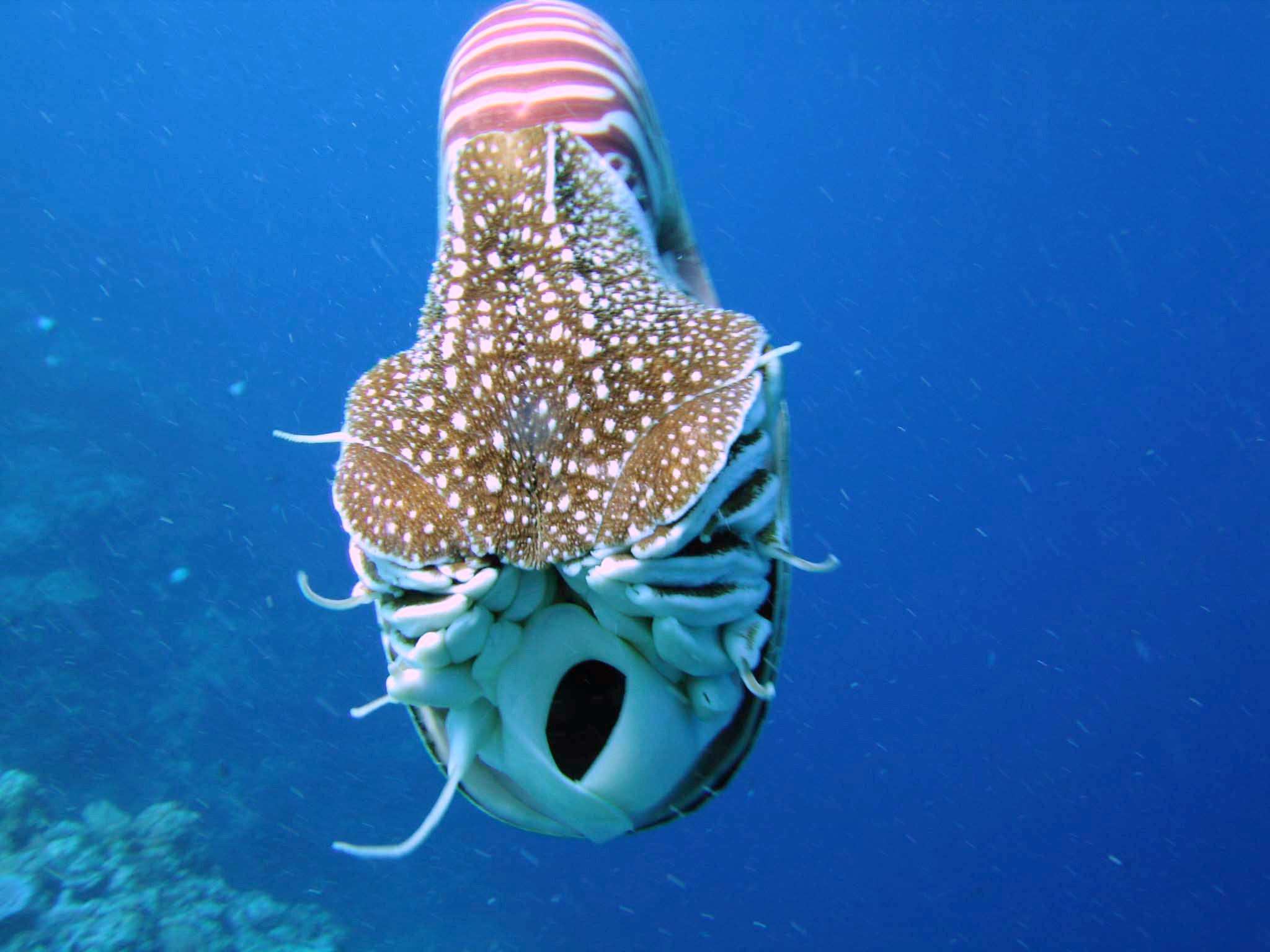
Un nautilus belauensis visto de frente, se observa la abertura del hiponome.

El hiponome o sifón es un órgano que utilizan los cefalópodos para expulsar agua, una función que produce una fuerza de locomoción. El hiponome se desarrolló a partir del pie del ancestro de este molusco.
El agua penetra en la cavidad del manto por los laterales del embudo, y la subsiguiente contracción y expansión del hiponome, que produce un chorro de agua.
En la mayoría de los cefalópodos, tales como pulpos, calamares, y sepias, el hiponome es un tubo muscular. Sin embargo el hiponome del nautilus es diferente, en que es un pliegue que se encuentra doblado. La presencia o forma de hiponome en la amonita se desconoce.